# 科拉斯湖
62°1′50″N 31°53′40″E / 62.03056°N 31.89444°E
科拉斯湖（俄语：Колласъярви），是俄羅斯的湖泊，位於該國西北部，由卡累利阿共和國負責管轄，處於拉多加湖流域，長3公里、寬0.4公里，面積0.5平方公里，海拔高度177米。